# Listă de fotografi - R
|  | Listă de fotografi - R \| Liste alfabetice de fotografi A - Ă - Â - B - C - D - E - F - G - H - I - Î - J - K - L - M - N - O - P - Q - R - S - Ș - T - Ț - U - V - W - X - Y - Z - |

## Fotografi - R
| - Rai, Raghu - Rankin - Raphaelson, Paul - Ray, Man - Ray-Jones, Tony - Regnault, Henri-Victor - Rejlander, Oscar Gustave - Renger-Patzsch, Albert - Rheims, Bettina - Riboud, Marc - Richard, Michael | - Richardson, Terry - Riefenstahl, Leni - Rinehart, Frank - Riis, Jacob - Ritts, Herb - Roark, James - Robertson, Grace - Robertson, James - Robinson, Henry Peach - Rodchenko, Alexandr - Rodger, George | - Pittí, José Luis Rodríguez - Ronis, Willy - Rosenthal, Joe - Rosler, Martha - Rossier, Pierre - Rothstein, Arthur - Rouse, Dominic - Rowell, Galen - Ruetz, Michael - Ruff, Thomas - Russell, Andrew J. | - Růžek, Jiří |